# 宝华玉兰
宝华玉兰（学名：Magnolia zenii）是木兰科木兰属的植物，为中国的特有植物。分布于中国大陆的江苏句容宝华山等地，生长于海拔220米的地区，多生长于丘陵地，目前已由人工引种栽培。人工栽培主要采用种子繁殖，成活率30%左右。